# Neohouzeaua fimbriata
Neohouzeaua fimbriata là một loài thực vật có hoa trong họ Hòa thảo. Loài này được J.Dransf. mô tả khoa học đầu tiên năm 2003.